# Ордынское подворье в Москве
Ордынское подворье (Татарское подворье) в Москве — резиденция послов Золотой Орды, существовавшая в районе Ивановской площади во время монголо-татарского ига приблизительно с рубежа XIII—XIV веков до 1470—1480-х годов.
Наместник хана в Москве должен был контролировать сбор налогов и внешнеполитическую деятельность московского князя. Двор хана мог возникнуть во время возвышения Москвы на рубеже XIII—XIV веков либо при Иване Калите (правл. 1325—1340): в «Истории Москвы» (1952) приведена схема с подписью «Татарский двор при Иване Калите…, сер. XIV в.». При Калите произошла отмена баскачества и передача права сбора дани великому князю. По сообщению летописи, в 1356 году «на Москву приходил посол силен из Орды Ирыньчеи на Сурожане». При митрополите Алексии (ум. 1378) на территории ордынского подворья в Кремле была построена церковь Чуда архистратига Михаила. В 1357 году Алексий исцелил мать хана Джанибека — Тайдулу, которая в благодарность за это подарила митрополиту «двор ханских послов». По сообщению некоторых историков, «…с ликвидацией ига территория двора отошла к монастырю». При Иване III (ум. 1505) «на месте Ордынского подворья» возникла деревянная церковь Николы Льняного, на месте которой в 1506 году была построена каменная церковь Николы Гостунского. Посольство существовало до 1470—1480-х годов на прежнем месте (по Забелину) или на 100—150 метров южнее, у церкви Николы Гостунского. Учитывая, что представители хана приезжали в Москву с большой свитой и значительным количеством коней, подворье могло занимать всю Царскую площадь от церкви Николы Гостунского до Чудова монастыря. Последний, согласно легенде, был основан на месте «Татарского двора, принадлежавшего московским баскакам». В своём сочинении «Записки о Московии» (Вена, 1549) австрийский посол С. Герберштейн, описывая время правления Ивана III, отмечал:

Когда прибывали татарские послы, он [Иоанн Васильевич] выходил к ним за город навстречу и стоя выслушивал их сидящих. Его гречанка-супруга так негодовала на это, что повторяла ежедневно, что вышла замуж за раба татар, а потому, чтобы оставить когда-нибудь этот рабский обычай, она уговорила мужа притворяться при прибытии татар больным.

В крепости Москвы был дом, в котором жили татары, чтобы знать всё, что делалось [в Москве]. Не будучи в состоянии вынести и это, жена Иоанна, назначив послов, отправила их с богатыми дарами к царице татар, моля её уступить и подарить ей этот дом, так как-де она по указанию божественного видения собирается воздвигнуть на его месте храм; татарам же она обещала назначить другой дом. Царица согласилась на это, дом разрушили, а на его месте устроили храм. Изгнанные таким образом из крепости татары не смогли получить другого дома [ни при жизни княжеского семейства, ни даже по смерти их].
В историографической литературе подворье называется «ханский двор», «татарский конюшенный двор, где ведались дела по сбору дани», «Царевъ Ордынский Посольский дворъ», «Чудов кафедральный мужской монастырь в Кремле на Царской площади, на месте бывшего двора для послов из Золотой Орды». Резиденции послов Золотой Орды были также в Твери и Нижнем Новгороде.